# Municipio de Willow Creek (Dakota del Sur)
El municipio de Willow Creek (en inglés: Willow Creek Township) es un municipio ubicado en el condado de Tripp en el estado estadounidense de Dakota del Sur. En el año 2010 tenía una población de 61 habitantes y una densidad poblacional de 0,65 personas por km².

## Geografía
El municipio de Willow Creek se encuentra ubicado en las coordenadas 43°7′5″N 99°57′28″O / 43.11806, -99.95778. Según la Oficina del Censo de los Estados Unidos, el municipio tiene una superficie total de 93.26 km², de la cual 92,59 km² corresponden a tierra firme y (0,72 %) 0,67 km² es agua.

## Demografía
Según el censo de 2010, había 61 personas residiendo en el municipio de Willow Creek. La densidad de población era de 0,65 hab./km². De los 61 habitantes, el municipio de Willow Creek estaba compuesto por el 86,89 % blancos, el 11,48 % eran amerindios y el 1,64 % eran de una mezcla de razas. Del total de la población el 0 % eran hispanos o latinos de cualquier raza.